# آیاکا کیکوچی
آیاکا کیکوچی (انگلیسی: Ayaka Kikuchi؛ زادهٔ ۲۸ ژوئن ۱۹۸۷) اسکیت‌باز سرعت اهل ژاپن است.